# Ray Irani
Dr. Ray R. Irani, född 15 januari 1935, är en libanesisk-född amerikansk företagsledare som var styrelseordförande, president och vd för det multinationella petroleum- och naturgasbolaget Occidental Petroleum Corporation.
Den amerikanska ekonomiskriften Forbes rankade Irani till världens 1 566:e rikaste med en förmögenhet på $1 miljard för 1 december 2014. För 2013 var minst $720 miljoner av hans förmögenhet kopplad till aktier i Occidental.
Han avlade en kandidatexamen i kemi vid American University of Beirut och en doktorsexamen i fysikalisk kemi vid University of Southern California.
Mellan 1957 och 1967 arbetade Irani som forskare åt det multinationella jordbrukskoncernen Monsanto Corporation (nu Monsanto Company Inc.) och där han fick fler än 150 patent godkända. Efter tio år i företaget valde Irani att söka sig vidare och blev forskningschef på Diamond Shamrock Corporation, som verkade inom petroleumindustrin och raffinerade petroleum, där han ledde utvecklingen av nya petroleum- och petrokemiprodukter. 1973 valde han att byta arbetsgivare och började på kemisk-tekniska producenten tillika vapentillverkaren Olin Corporation och arbetade upp sig i hierarkin och blev både president och COO. 1983 blev Irani kontaktad av Occidental Petroleum:s styrelseordförande och vd Armand Hammer om att bli exekutiv vicepresident på koncernnivå och styrelseordförande och vd för Occidental Petroleum:s dotterbolag Occidental Chemical Corporation (OxyChem), ett företag som gick på knäna och hade tappat $38 miljoner i försäljning mot året innan. Irani accepterade erbjudandet. Han lyckades vända trenden och OxyChem kom på fötter och genererade vinst åt sitt moderbolag. Hammer blev imponerad av Irani och hur han arbetade och året efter befordrade Hammer honom till att bli koncernens COO och tog in honom i koncernstyrelsen, Irani var dock kvar som högste chef för OxyChem. 1987 blev han styrelseordförande för det kanadensiska dotterbolaget Canadian Occidental Petroleum Ltd. Hammer och Irani kom och utvecklade en vänskap och i februari 1990 valde Hammer att avgå som vd på grund av hälsoskäl och utsåg Irani till efterträdaren, i december samma år avled Hammer i myelom och Irani tog även över styrelseklubban och blev styrelseordförande. Med Irani i rodret hos Occidental växte företaget år efter år. 1999 slutade han som styrelseordförande för dotterbolaget Canadian Occidental Petroleum Ltd. efter att Occidental valde att knoppa av dotterbolaget och göra det till ett självständigt bolag. 2002 blev han och koncernens CFO Stephen Chazen utsedda att ingå i styrelsen för det multinationella kemisk-tekniska producenten Lyondell Chemical Company (nu Lyondell Basell Industries) i och med en affär mellan Occidental och Lyondell rörande Occidentals aktieinnehav i Equistar Chemicals samtidigt som Occidental köpte en aktiepost i LyondellBasell. Den 20 juli 2004 blev det offentligt att Occidental:s president Dale Laurence skulle sluta på grund av hjärtproblem och Irani tog över posten. Den 14 december 2007 meddelade Irani att han skulle avsäga sin position som president och han hade befordrat CFO Stephen Chazen till att bli efterträdaren Den 14 oktober 2010 offentliggjorde koncernen att Irani hade meddelat styrelsen att han hade som avsikt att avgå som vd och styrelsen utsåg Chazen återigen som ersättaren, Irani satt kvar på positionen till maj 2011. Anledningen till det var att det hade börjat gro missnöje från aktieägarna om att Irani fick för vidlyftiga kompensationer och via förlikning mellan parterna tvingades Irani att avgå som vd. Under 2013 började det komma rapporter om att det var spänningar inom Occidental och mellan Irani och Chazen, där Irani med styrelsen meddelade offentligt att man hade för avsikt att ersätta Chazen som företagets president och vd. Något som majoriteten av aktieägarna och främst några av storägarna First Pacific Advisors LLC, Cambiar Investors LLC och Livermore Partners tyckte inte det och fick med sig andra aktieägare och röstade bort Irani som styrelseordförande  och kuppen om att avsätta Chazen gick i tomma intet. Irani var känd inom affärsvärlden på grund av hans vidlyftiga kompensationer som styrelseordförande och vd för Occidental. Senare under 2013 kom det rapporter om att Irani hade fått omkring $1,2 miljarder under de senaste 20 åren, och då var inte aktieutdelningar ens inräknade i den summan. Rekordåret för Irani var 2006 när han tog hem $321 miljoner på ett år.